# Tayeb Braikia
Tayeb Braikia (Aarhus, 8 marzo 1974) è un ex ciclista su strada e pistard danese.

## Palmarès

### Strada
- 1996 (Dilettanti, una vittoria)

Campionati danesi, Prova in linea Under-23
- 1997 (Dilettanti, due vittorie)

1ª tappa Cinturón Ciclista Internacional a Mallorca
5ª tappa Cinturón Ciclista Internacional a Mallorca
- 1998 (Acceptcard, una vittoria)

Ronde van Overijssel
- 1999 (Acceptcard, tre vittorie)

1ª tappa Circuit Franco-Belge (Ramegnies-Chin > Kluisbergen)
4ª tappa Circuit Franco-Belge (Jurbise > Tournai)
Classifica generale Circuit Franco-Belge
- 2001 (Lotto-Adecco, una vittoria)

Clásica de Almería

#### Altri successi
- 1998 (Acceptcard)

Nordsjællands Grand Prix
Christiana Care Cup
- 1999 (Acceptcard)

Nordsjællands Grand Prix
- 2000 (Linda McCartney)

Criterium Lyngby

### Pista
- 1995

Nordisk Mesterskab, Inseguimento a squadre (con Ronny Lerche, Michael Steen Nielsen, Lars Otto Olsen e Jakob Piil)
- 1996

Nordisk Mesterskab, Inseguimento a squadre (con Jakob Piil, Michael Sandstød e Jens Veggerby)
Campionati danesi, Inseguimento a squadre (con Frederik Bertelsen, Jimmi Madsen e Michael Sandstød)
- 1997

Nordisk Mesterskab, Inseguimento a squadre (con Frederik Bertelsen, Bekim Christensen e Michael Sandstød)
Campionati danesi, Inseguimento a squadre
5ª prova Coppa del mondo, Americana (Atene, con Jakob Piil)
Sei giorni di Grenoble (con Jakob Piil)
- 1998

Campionati danesi, Inseguimento a squadre (con Jimmi Madsen, Kim Marcussen e Jakob Piil)
- 1999

Sei giorni di Copenaghen (con Jimmi Madsen)

## Piazzamenti

### Grandi Giri
- Giro d'Italia

2000: 114º

### Competizioni mondiali
- Campionati del mondo su pista

Perth 1997 - Americana: 4º
Bordeaux 1998 - Americana: 6º
Manchester 2000 - Corsa a punti: 5º
Manchester 2000 - Americana: 8º
- Campionati del mondo

Plouay 2000 - In linea Elite: ritirato

### Competizioni europee
- Campionati europei su pista

1997 - Americana: 5º
2000 - Americana: 5º